# Вортбург (Теннессі)
Вортбург (англ. Wartburg) — місто (англ. city) в США, в окрузі Морган штату Теннессі. Населення — 848 осіб (2020).

## Географія
Вортбург розташований за координатами 36°6′16″ пн. ш. 84°35′11″ зх. д. / 36.10444° пн. ш. 84.58639° зх. д. (36.104307, -84.586422).  За даними Бюро перепису населення США в 2010 році місто мало площу 2,47 км², уся площа — суходіл. В 2017 році площа становила 2,62 км², уся площа — суходіл.

## Демографія
Згідно з переписом 2010 року, у місті мешкало 918 осіб у 370 домогосподарствах у складі 191 родини. Густота населення становила 371 особа/км².  Було 413 помешкання (167/км²).
Расовий склад населення:
| - 96,6 % — білих - 0,8 % — чорних або афроамериканців - 0,1 % — корінних американців - 0,1 % — азіатів |

До двох чи більше рас належало 2,2 %. Частка іспаномовних становила 1,1 % від усіх жителів.
За віковим діапазоном населення розподілялося таким чином: 19,6 % — особи молодші 18 років, 56,5 % — особи у віці 18—64 років, 23,9 % — особи у віці 65 років та старші. Медіана віку мешканця становила 41,7 року. На 100 осіб жіночої статі у місті припадало 80,0 чоловіків;  на 100 жінок у віці від 18 років та старших — 74,1 чоловіків також старших 18 років.
Середній дохід на одне домашнє господарство  становив 47 080 доларів США (медіана — 25 417), а середній дохід на одну сім'ю — 57 256 доларів (медіана — 51 250). Медіана доходів становила 40 125 доларів для чоловіків та 40 125 доларів для жінок. За межею бідності перебувало 31,2 % осіб, у тому числі 31,5 % дітей у віці до 18 років та 19,5 % осіб у віці 65 років та старших.
Цивільне працевлаштоване населення становило 196 осіб. Основні галузі зайнятості: освіта, охорона здоров'я та соціальна допомога — 40,3 %, публічна адміністрація — 13,3 %, роздрібна торгівля — 9,2 %, мистецтво, розваги та відпочинок — 8,7 %.